# Charles Faure-Biguet
Pour les articles homonymes, voir Faure-Biguet.
Louis-Charles Faure-Biguet, né Cherbourg le 27 mars 1865 et mort à Paris le 22 mars 1936, est un financier, journaliste et militant bonapartiste français.

## Biographie
Né en 1865 au no 17 de la rue de l'Abbaye à Cherbourg, Louis-Charles Faure-Biguet est le fils de Marie Tierney et de Paul-Vincent Faure-Biguet, alors capitaine au 3e régiment d'infanterie de marine en Cochinchine.
Après avoir été secrétaire de la direction du Crédit mobilier, il est jusqu'en 1896 secrétaire général de la Compagnie des chemins de fer du Sud de l'Espagne (es), activité professionnelle qui lui vaudra le brevet de grand officier (commandeur avec plaque) de l'Ordre d'Isabelle la Catholique. Par la suite, il l'associé d'un agent de change.
En 1892, il épouse Geneviève Le Roy (-1942), fille d'un agent de change, sœur du banquier Paul Le Roy et de l'ingénieur Albert Le Roy. Charles et Geneviève sont les parents de Paul-Marie-Charles-Jacques Faure-Biguet, qui deviendra un écrivain reconnu.
À la fin du XIXe siècle, il devient le président de l'Union fraternelle des Gens de maison, une société de secours mutuels au profit des domestiques.

### Activités politiques
Brièvement arrêté en 1886 en raison de sa forte ressemblance avec le prince Victor Napoléon, Charles Faure-Biguet est un fidèle partisan de ce prétendant bonapartiste. En 1893, lors du baptême de Jacques, il obtient du prince l'autorisation d'ajouter le prénom Napoléon à celui de son fils. En mars 1897, Charles Faure-Biguet prend la présidence du comité plébiscitaire du 16e arrondissement de Paris. Par la suite, il sera président d'honneur de ce comité ainsi que de ceux des 9e, 18e et 7e arrondissements. En 1904, il prend la direction du Petit Caporal, l'un des principaux organes de presse du mouvement bonapartiste. Orateur apprécié des comités bonapartistes de Paris et de province, il fait paraître en 1913 un recueil de ses discours (Paroles plébiscitaires, Plon, 1913, avec une préface de l'académicien Frédéric Masson), dont il offre un exemplaire à l'ex-impératrice Eugénie.
En vue des élections municipales de mai 1900, il présente sa candidature dans le quartier de Chaillot, où il a pour concurrents les républicains libéraux Charles Fortin (conseiller sortant) et Dupuy, les nationalistes Hornbostel et Lebert (candidat de la Ligue des patriotes), ainsi que le socialiste Fillol. Le prince Victor l'ayant invité à ne pas prendre part à un scrutin purement local, il se retire avant le premier tour, à l'issue duquel Fortin est réélu. En 1901, il envisage de se présenter à Rambouillet, dont le député sortant, Marcel Habert, vient d'être déchu de son mandat, mais il retire finalement sa candidature au profit de Maurice de Caraman. Un an plus tard, il vise un siège de député dans la deuxième circonscription du 7e arrondissement, avant de renoncer une nouvelle fois à la demande du prince Victor.
En décembre 1902, alors qu'il est déjà président d'honneur du comité plébiscitaire du 16e arrondissement et membre du « Petit Chapeau », Charles Faure-Biguet est sollicité pour remplacer le baron Jules Legoux à la présidence des comités plébiscitaires de la Seine. Il doit cependant décliner cette offre et céder la place à Léon Chandon. Charles préfère en effet suspendre ses activités militantes tant que son père serait gouverneur militaire de Paris, poste que son ami Émile Loubet lui a attribué l'année précédente. Le général Faure-Biguet ayant été remplacé en octobre 1903 après avoir atteint la limite d'âge, Charles peut revenir sur la scène politique. Deux mois plus tard, il démissionne de sa présidence d'honneur, par rejet de l'antisémitisme professé au sein du mouvement bonapartiste par le député Lasies. Il se distingue également d'autres militants bonapartistes par sa conception très large et libérale du plébiscite.
Ce n'est donc pas comme bonapartiste mais en tant que « républicain nationaliste » que Faure-Biguet se présente aux élections municipales de 1904, dans le quartier du Gros-Caillou. Avec seulement 514 voix au premier tour, il est largement devancé par le radical H. Lamy (3 132) et par deux autres nationalistes, George Delavenne (1 413) et l'antisémite Joseph Ménard (1 944). Au second tour, Ménard est élu grâce au désistement de Delavenne et Faure-Biguet.
En avril 1906, il se porte « candidat d'opposition républicaine libérale » dans la 2e circonscription de Saintes contre le député sortant radical Camille Nicolle. Peu de temps avant les élections, alors qu'un important mouvement social fait rage dans le Nord depuis la catastrophe de Courrières, le ministre de l'Intérieur Clemenceau fait procéder à une série de perquisitions. Celles-ci concernent non seulement les meneurs anarcho-syndicalistes et leurs soutiens, mais également les agitateurs d'une extrême droite revigorée par l'affaire des fiches et la querelle des inventaires, ce qui permet au « Tigre » de sous-entendre l'existence d'un complot liant les deux extrêmes. Les milieux bonapartistes sont particulièrement visés, avec des perquisitions aux domiciles de l'avocat Moro-Giafferri, du journaliste Henri Bibert, du comte Durand de Beauregard (proche du prince Victor et de Charles Bourlon de Rouvre), et du directeur du Petit Caporal, Faure-Biguet. Malgré cette manœuvre électorale, Faure-Biguet obtient 5 307 suffrages contre 6 000 à Nicolle, qui est réélu. Après la mort de ce dernier, des électeurs d'opposition demanderont à nouveau à Faure-Biguet d'être leur candidat, mais c'est Ernest Albert-Favre qui sera élu.
En février 1908, à l'occasion d'une législative partielle provoquée par l'invalidation de Léon Archimbaud dans la circonscription de Die (Drôme), Faure-Biguet se déclare tardivement « candidat libéral » puis renonce à peine quelques jours plus tard. Ce retrait (qui ne l'empêche pas de récolter tout de même 383 voix) lui laisse le temps de se présenter, en mai suivant, à l'élection municipale du quartier du Montparnasse contre le radical dissident Maurice Beer. Soutenu par l'ensemble de l'opposition de droite, il arrive en deuxième position au premier tour avec 1 293 voix, contre 1 974 à Beer et 1 182 au radical-socialiste Mathieu. Il est battu au second tour avec un score honorable de 1 630 voix, contre 2 475 à Beer. Après la mort de ce dernier, une élection municipale partielle est organisée le 16 janvier 1910. Le « républicain indépendant » Faure-Biguet a pour concurrents le radical-socialiste Étienne Oudin, le socialiste Chopard (déjà candidat en 1908) et le radical dissident et prêtre défroqué Jean Camper. Malgré sa foi catholique affichée et le soutien de personnalités de l'opposition telles que Maurice Barrès, Pierre Biétry, Ménard et l'amiral Bienaimé, Faure-Biguet est lâché par l'Action libérale (et notamment par Joseph Denais) et par La Croix. Il n'obtient ainsi que 857 voix au premier tour, loin derrière Oudin (1 742) et quelques voix devant Camper (829). Ce dernier est remplacé au second tour par le radical dissident Charles Drouard, que les catholiques préfèrent à Faure-Biguet. Oudin est donc élu avec 1 877 suffrages, devant Drouard (926) et Faure-Biguet (644).
Aux élections municipales de 1912, il recueille à peine 80 voix dans le quartier des Invalides, où il s'est présenté comme républicain indépendant.
Pendant la Première Guerre mondiale, Faure-Biguet est félicité par le ministre de la Guerre pour son activité d'officier d'administration gestionnaire d'un hôpital militaire à Nice,. Après être longtemps resté à l'hôpital sénégalais du camp Gallieni, il est affecté au gouvernement militaire de Paris et à l'hôpital militaire du lycée Buffon au début de l'épidémie de grippe espagnole. En reconnaissance des services rendus, le docteur Letulle le recommande pour la médaille d'honneur des épidémies. En 1919, il est officier d'administration gestionnaire de l'hôpital de la duchesse de Rohan.
Il se présente à nouveau comme candidat « plébiscitaire » lors des élections législatives de 1919 dans la Charente.
Il meurt quelques jours avant son 71e anniversaire, le 22 mars 1936.